# 一宮の夜
一宮の夜（いちのみやのよる）は、つボイノリオが歌唱する楽曲である。

## 概要
1978年11月21日、CBS・ソニー（現：ソニー・ミュージックレーベルズ）からシングルでリリース。B面は女泣かせのつボイ節（おんななかせのつぼいぶし）。
出身地の愛知県一宮市を舞台にしたコミック歌謡曲。ただし歌詞の一部がオリジナル（エレック）版（シングル「金太の大冒険」B面に収録）と異なっている。
ちなみにB面曲の「女泣かせのつボイ節」は1996年にリリースされたアルバム『あっ超～！×つボイノリオ』の9曲目にも収録されている。

## 収録曲
両楽曲とも、作詞・作曲：つボイノリオ／編曲：池多孝春
SIDE A
- 一宮の夜

SIDE B
- 女泣かせのつボイ節